# Monument de Bunker Hill
Le monument de Bunker Hill (en anglais : Bunker Hill Monument) est un obélisque de 67 mètres de hauteur commémorant la bataille de Bunker Hill et situé à Breed's Hill, dans la ville de Charlestown et désormais quartier de Boston, dans le Massachusetts.

## Historique
C'est sur Breed's Hill que s'est déroulé l'essentiel des combats, malgré le nom trompeur de cette bataille (de Bunker Hill) de la guerre d'indépendance des États-Unis. Les milices révolutionnaires voulaient initialement établir un point militaire face aux britanniques sur Bunker Hill qui étaient plus élevé encore que Breed's Hill.
Un premier monument existait sur le site avant l'obélisque actuel. Consacré au franc-maçon et général Joseph Warren, il s'agissait d'un pilier de 5,5 mètres de hauteur surmonté d'une urne dorée construit en 1794 par une loge maçonnique.
L'obélisque est érigé entre 1827 et 1843. L'organisation, qui avait acheté le site du champ de bataille, a été forcé de vendre l'essentiel des terrains de la colline afin de finir l'obélisque moderne.
À son inauguration en 1843, il restait peu de vétérans de la guerre d'indépendance encore en vie et l'ancien président John Quincy Adams n'assista pas à l'inauguration officiellement car il était souffrant mais dans son journal, le fils du père fondateur John Adams expliqua que c’était en signe de protestation contre une administration pour l'esclavage dirigé par le président de l'époque John Tyler qui n'avait rien à faire à l'inauguration d'un monument, symbole de la liberté.

## Description
L'obélisque est bâti avec le granit provenant de la ville de Quincy via la Granite Railway, une ligne de chemin de fer construite spécialement à cet effet, et un transport en péniche. 294 marches permettent d'atteindre le sommet du monument, qui est l'un des premiers construits aux États-Unis[évasif].
Près de l'obélisque se trouve une statue du colonel William Prescott, un autre héros de la bataille de Bunker Hill. Un pavillon d'exposition construit à côté du monument de la fin du XIXe siècle abrite une statue de Warren et un diorama de la bataille. Le musée de Bunker Hill, en face du monument, a ouvert en 2007, et comprend de nombreuses expositions sur la bataille.
Le parc environnant est s'appelle le parc du monument de Bunker Hill.
Le site fait partie du Freedom Trail et du Boston National Historical Park. Il est classé National Historic Landmark et au Registre national des lieux historiques.

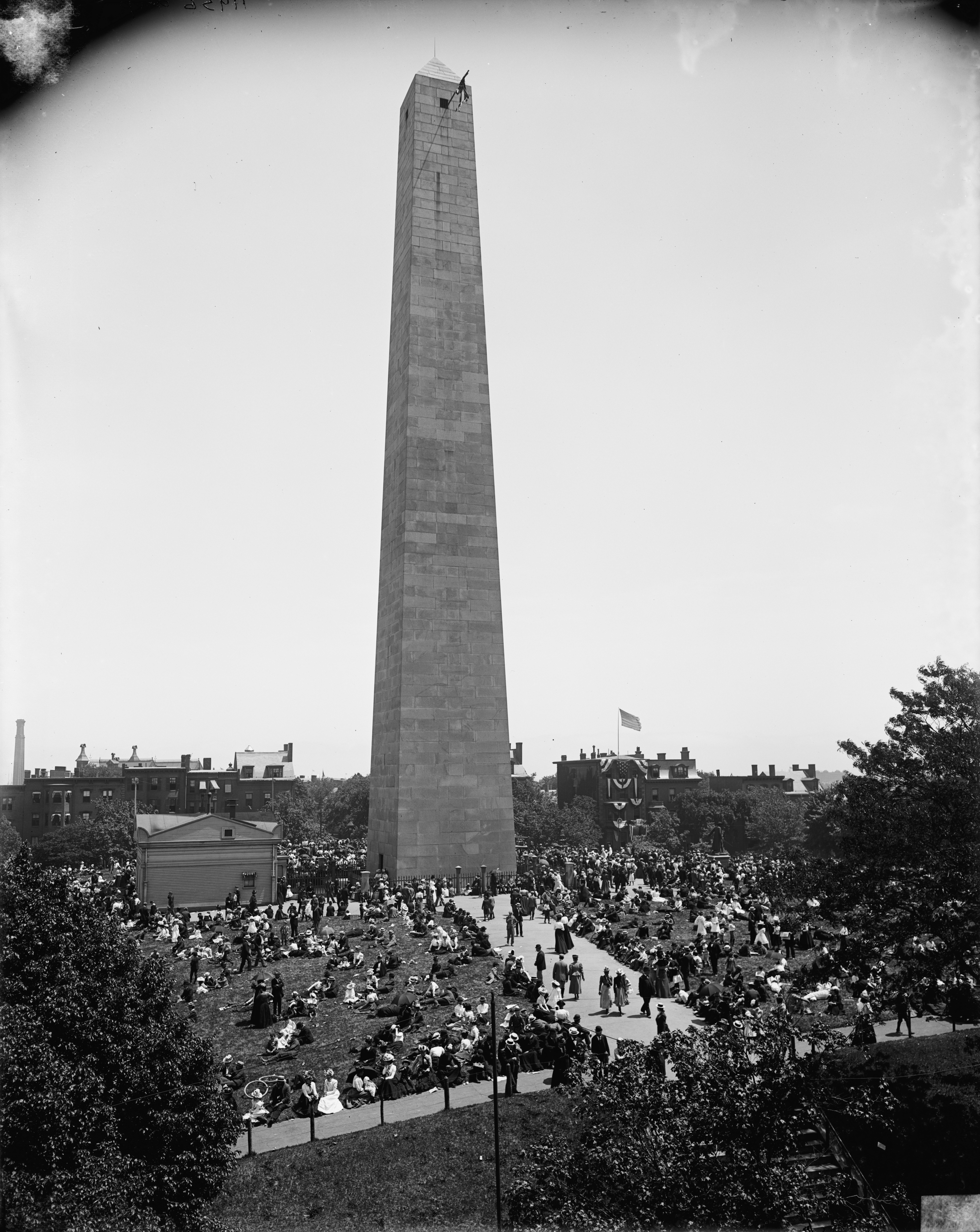
Le monument vers 1890-1901.
Le monument vers 1897-1900.
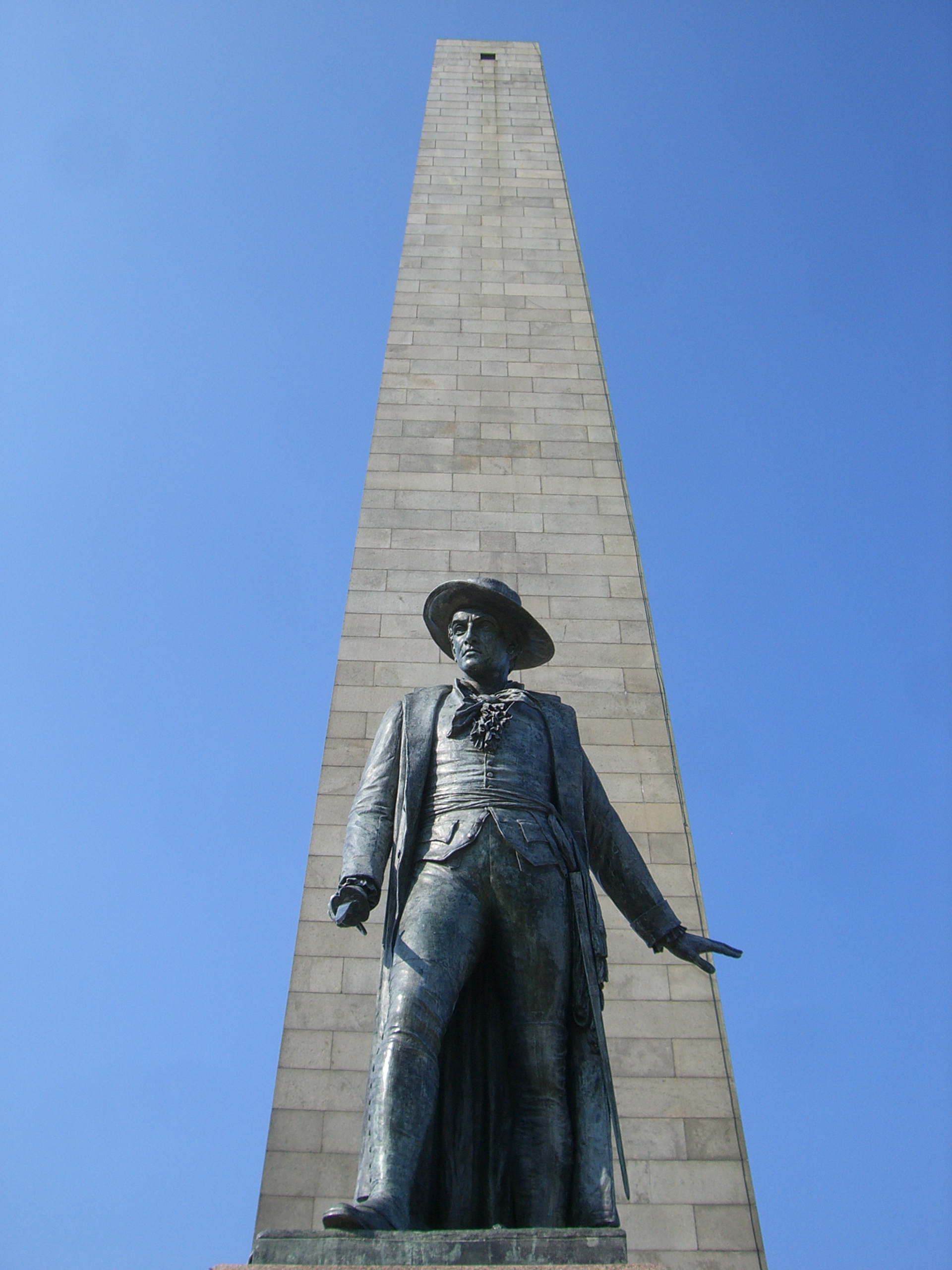
La statue de William Prescott.

Panorama du haut de l'obélisque.